# Orpheo Sincronia SA

Firmenlogo

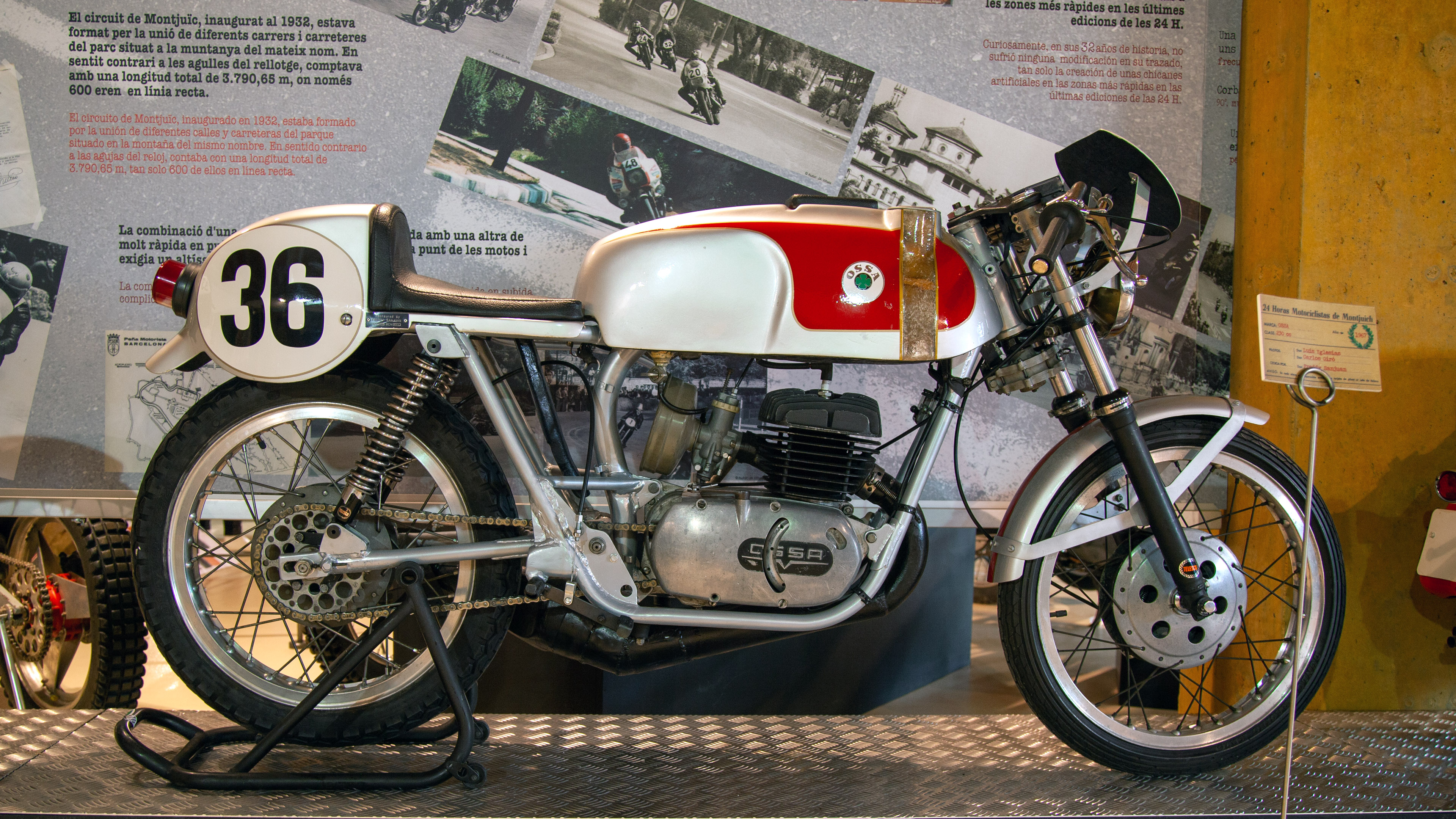
Ossa 250-cm³-Grand-Prix-Maschine

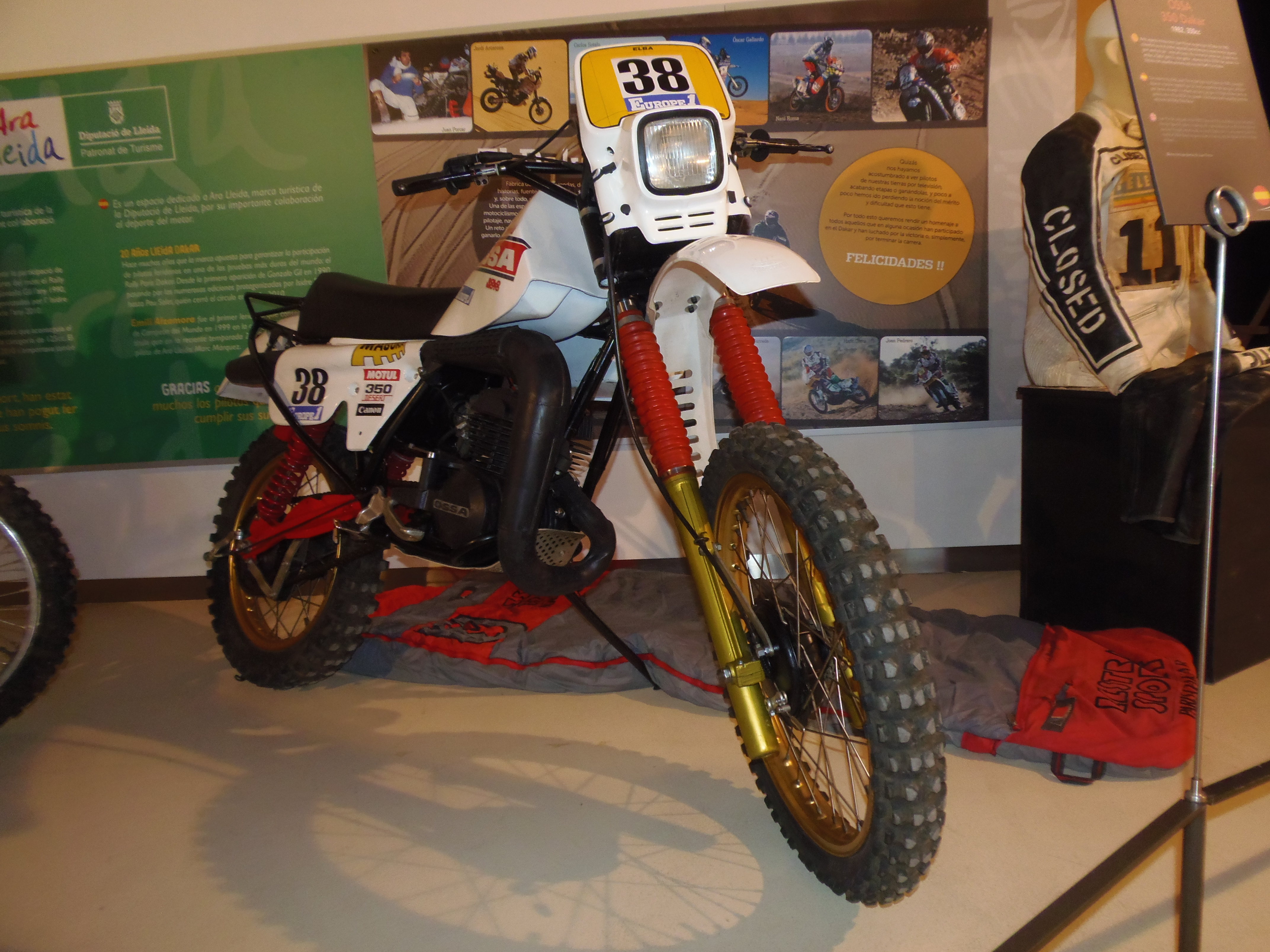
Ossa Desert 350, die der Spanier Joan Porcar Garcia bei der Rallye Dakar 1982 fuhr.

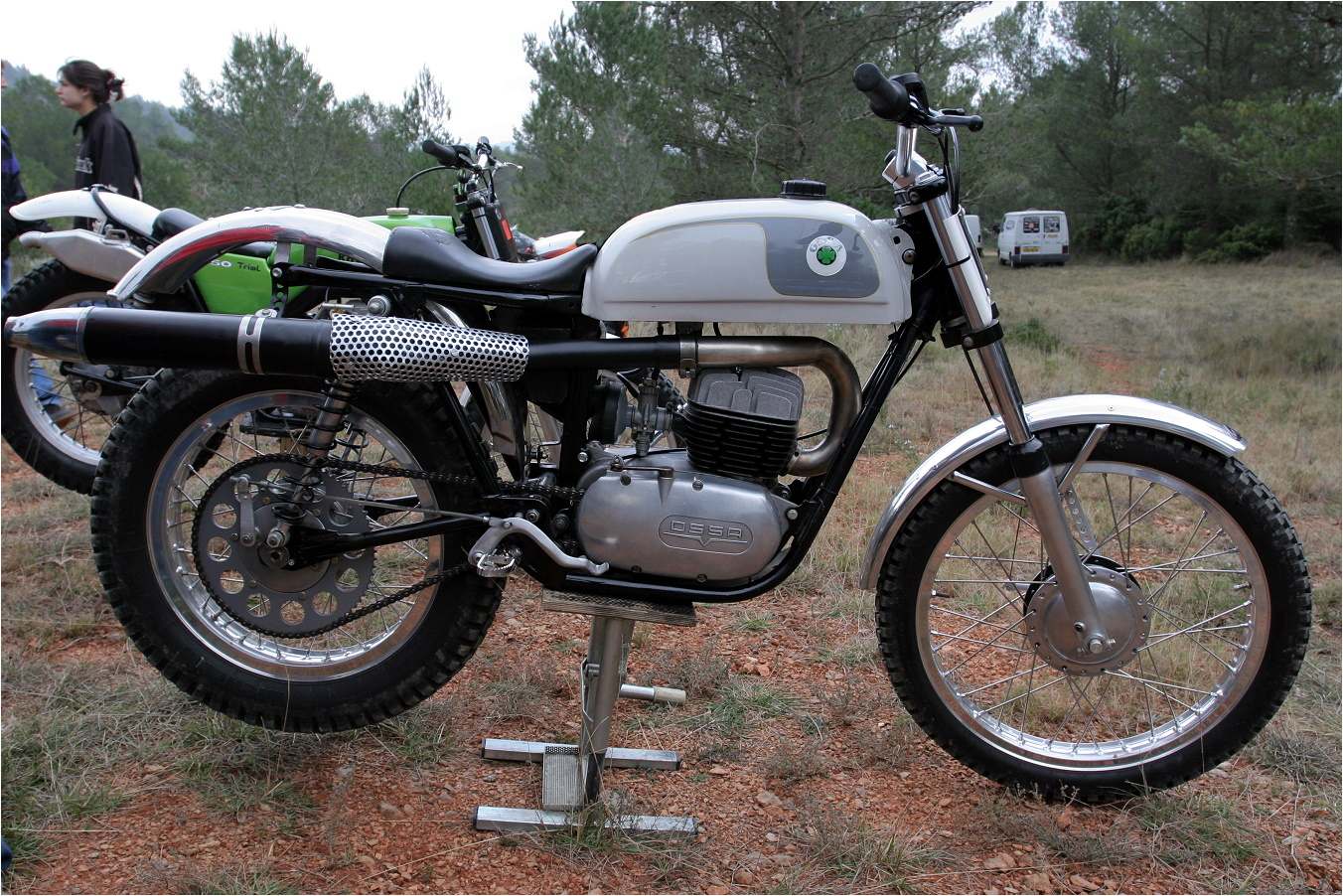
OSSA Trial

Ossa (Orpheo Sincronic Sociedad Anónima, kurz O.S.S.A. oder OSSA) war ein spanischer Motorradhersteller.

## Geschichte
In den Gründungsjahren nach 1924 befasste sich das Unternehmen unter der Leitung von Manuel Giro mit der Produktion von Filmprojektoren und Außenbordmotoren. Eduardo Giro, Sohn von Manuel Giro, startete um 1950 mit der Fertigung von kleinen Zweitakt-Motorrädern in der Fabrik seines Vaters. Gegen Ende der 1960er Jahre stieg Mick Andrews als Werksfahrer und technischer Berater bei OSSA ein. Eduardo Giro und Mick Andrews entwickelten die M.A.R. (Mick Andrews Replica), mit welcher Mick bei der schottischen Sechstagefahrt den Sieg errang. 1972 verließ Andrews das Unternehmen und wechselte zum Konkurrenten Yamaha über. 1973 stellte OSSA die Phantom, eine Motocross-Maschine, vor. Ende der 1970er Jahre stagnierte die Wirtschaft in Spanien, hinzu kam der immer größer werdende Einfluss japanischer Motorradhersteller auf den europäischen Markt. OSSA überlebte die Krise nicht und schloss 1984 die Tore. 
Seit 2009 wird in Girona unter dem Namen OSSA Factory und mit dem altbekannten Logo wieder produziert. Das erste Modell der neuen Ära ist das Trial-Motorrad OSSA TR 280i.
OSSA fusionierte 2014 mit GasGas. Als GasGas 2015 durch Torrot übernommen wurde, wurde OSSA nicht mitübernommen und wurde geschlossen.

## Modelle

### Straßenmaschinen
- 1952: 125/2
- 1953: 125/3
- 1958: 150 Commercial
- 1964: 160 GT
- 1969: 250 Sport
- 1979: 250 Copa
- 1981: 250 Copa Formula 3
- 1991: Urbe

### Enduro
- 1967: Enduro 230
- 1969: Enduro 250
- 1973: Enduro AE 73
- 1974: Desert Phantom 250
- 1975: Enduro 350
- 1975: Super Pioneer 250
- 1976: Super Pioneer 350
- 1978: Desert TT
- 1979: Desert Fuego
- 1980: Desert 350
- 2011: OSSA Enduro 280i/300i

### Motocross
- 1974: Phantom 125 AS 74
- 1975: Phantom 250 AS 75

### Trial
- 1967: Pluma 230
- 1971: M.A.R. 250
- 1975: M.A.R. 350
- 1977: Verde
- 1980: TR 80 350
- 1984: Trial 303
- 2011: TR280i

### Trail
- 1973: Explorer 250
- 1976: Explorer 350
- 1982: Tu y Yo 350
- 2012: OSSA Explorer

## Trivia
In der 1974 erschienenen spanisch-italienischen Actionkomödie Zwei wie Pech und Schwefel mit den italienischen Schauspielern Terence Hill und Bud Spencer, ist Terence Hill auf einer OSSA 250 AE 73 Enduro zu sehen.